# Georg Christoph Hamberger
Georg Christoph Hamberger (Feuchtwangen, 28 de março de 1726 – Göttingen, 8 de fevereiro de 1773) foi um filósofo, historiador e professor de filologia alemão.